# Hierodula heteroptera
Hierodula heteroptera är en bönsyrseart som beskrevs av Werner 1906. Hierodula heteroptera ingår i släktet Hierodula och familjen Mantidae. Inga underarter finns listade i Catalogue of Life.